# ابيهيل (حديبو)

تعديل مصدري - تعديل

ابيهيل هي إحدى قرى عزلة حديبو بمديرية حديبو التابعة لمحافظة حضرموت، بلغ تعداد سكانها 30 نسمة حسب تعداد اليمن لعام 2004.